# Mirko Zanni
Mirko Zanni est un haltérophile italien né le 16 octobre 1997.

## Palmarès

### Jeux olympiques
- 2020 à Tokyo,  Japon
  -  Médaille de bronze

### Championnats du monde
- 2017 à  Anaheim
  - 8e en 69 kg.

### Championnats d'Europe
- 2023 à  Erevan
  -  Médaille d'or à l'arraché en moins de 73 kg.
  -  Médaille de bronze au total en moins de 73 kg.
- 2021 à  Moscou
  -  Médaille d'or à l'arraché en moins de 67 kg.
  -  Médaille d'argent au total en moins de 67 kg.
- 2018 à  Bucarest
  -  Médaille d'argent à l'arraché en moins de 69 kg.
  - 5e au total en moins de 69 kg.

### Jeux méditerranéens
- 2022 à  Oran
  -  Médaille d'or à l'arraché en moins de 73 kg.
  -  Médaille de bronze à l'épaulé-jeté en moins de 73 kg.

### Jeux olympiques de la jeunesse
- 2014 à  Nanjing
  -  Médaille de bronze au total en moins de 62 kg.

### Championnats d'Europe jeunes
- 2016 à  Eilat
  -  Médaille d'argent en moins de 69 kg (espoirs).
- 2014 à  Ciechanów
  -  Médaille d'argent en moins de 62 kg (juniors).